# إسماعيل بوليفار فرنانديز
إسماعيل بوليفار فرنانديز (بالإسبانية: Ismael Bolívar Fernández)‏ (8 فبراير 1989 في إسبانيا - ) هو لاعب كرة قدم إسباني في مركز الدفاع. لعب مع إيسيخا بالومبيي ونادي غيخيليو ونادي قرطبة وCórdoba CF B ‏ وCD Villanueva ‏ وLucena CF ‏.

## وصلات خارجية
- إسماعيل بوليفار فرنانديز على موقع قاعدة بيانات كرة القدم.إي يو (الإنجليزية)
- إسماعيل بوليفار فرنانديز على موقع Soccerway.com (الإنجليزية)